# Brian Bowles
Brian David Bowles, född 22 juni 1980, är en amerikansk före detta MMA-utövare som tävlade i organisationerna WEC och Ultimate Fighting Championship.